# Murray Grand
Murray Grand (* 27. August 1919 in Philadelphia; † 7. März 2007 in Santa Monica) war ein US-amerikanischer Pianist, Komponist und Songwriter.
Grand begann seine Karriere, als er mit 15 Jahren in der Zeit der Great Depression in Privatclubs als Pianist auftrat. Während des Zweiten Weltkriegs fand er in der US-Army Gelegenheit, im Rahmen der USO-Truppenbetreuung Stars wie Betty Grable, Gypsy Rose Lee, Beatrice Lillie und Alberta Hunter zu begleiten. Nach Kriegsende studierte er Komposition und Piano an der Juilliard School. In den folgenden vier Jahrzehnten arbeitete er als Pianist und Entertainer in bekannten New Yorker Nachtclubs, wie dem Fireside Inn, Upstairs at the Downstairs, Bon Soir, Jack Delaney’s und im Village Green. Daneben betätigte er sich als Songwriter; sein bekanntester Song war Guess Who I Saw Today. Grand komponierte ihn für die Broadway-Revue New Faces of 1952; er wurde von Eydie Gormé, Nancy Wilson, Julie London, Carmen McRae und Sarah Vaughan aufgenommen. Grands Lied Thursday's Child wurde u. a. von Eartha Kitt und Barbara Lea interpretiert. Mit Cy Coleman schrieb er Sweet Pussycat. Weitere Songs Grands waren Hurry und Ev'rything You Want Is Here, den u. a. die Maynard Ferguson Bigband aufnahm.  In den 1980er Jahren zog er nach Fort Lauderdale, wo er auch ein Tierfuttergeschäft betrieb.